# Barney S. Graham
Barney Scott Graham, född 1953 i Kansas City, Missouri, USA, är en amerikansk immunolog, virolog och läkare. Han blev 2022 invald som medlem i The National Academy of Sciences.